# 和歌山県道10号岩出野上線
和歌山県道10号岩出野上線（わかやまけんどう10ごう いわでのかみせん）は、和歌山県岩出市から同県海草郡紀美野町に至る主要地方道に指定された県道である。

## 概要
岩出市から、紀の川市貴志川町までは、周囲の幹線道路なので、交通量は多い。2015年ごろまでは、旧国道24号（和歌山県道14号和歌山打田線）との合流地点のすぐそばで県道岩出海南線と信号機無しで合流していたため、時間帯を問わず渋滞気味であった。しかし現在では合流地点に信号機が設置され、起点より北側の県道が四車線化したため、徐々に渋滞は解消されている。また、ほぼ全区間において2車線となっており、海南市七山付近だけにセンターラインのない区間を残すのみとなっている。紀の川市貴志川町から紀美野町の旧野上町地域までは、紀美野町の旧美里町地域への主要道路となっており比較的交通量は多い。

### 路線データ
- 実延長：11.390km
- 起点：和歌山県岩出市船戸（船戸交差点＝和歌山県道14号和歌山打田線・和歌山県道132号船戸停車場線）
- 終点：和歌山県海草郡紀美野町動木（動木南交差点＝国道370号）

## 歴史
- 1993年（平成5年）5月11日 - 建設省から、一般県道岩出野上線が岩出野上線として主要地方道に指定される[1]。
- 1994年（平成6年）4月1日 - 和歌山県が主要地方道として認定。
- 2019年（令和元年）6月29日 - 紀の川市の貴志川に架かる諸井橋が老朽化のため新しい橋に架け替えられる[2]。

## 路線状況

### 重複区間
- 和歌山県道13号和歌山橋本線（紀の川市貴志川町・貴志川支所前交差点 - 神戸交差点）
- 国道424号（紀の川市貴志川町井ノ口・星子橋東交差点 - 海南市七山）

## 地理

### 通過する自治体
- 和歌山県
  - 岩出市 - 紀の川市 - 海南市 - 海草郡紀美野町

### 交差する道路
- 岩出市
  - 和歌山県道14号和歌山打田線・和歌山県道132号船戸停車場線（起点）
  - 和歌山県道9号岩出海南線（岩出市船戸）
- 紀の川市
  - 和歌山県道130号桃山丸栖線（紀の川市貴志川町丸栖）
  - 和歌山県道13号和歌山橋本線（紀の川市貴志川町神戸）
  - 和歌山県道13号和歌山橋本線（紀の川市貴志川町神戸）
  - 国道424号（紀の川市貴志川町井ノ口）
- 海南市
  - 国道424号（海南市七山）
- 紀美野町
  - 国道370号（海草郡紀美野町動木・動木交差点）
  - 国道370号（海草郡紀美野町動木・動木南交差点、終点）